# Imagen Battenberg

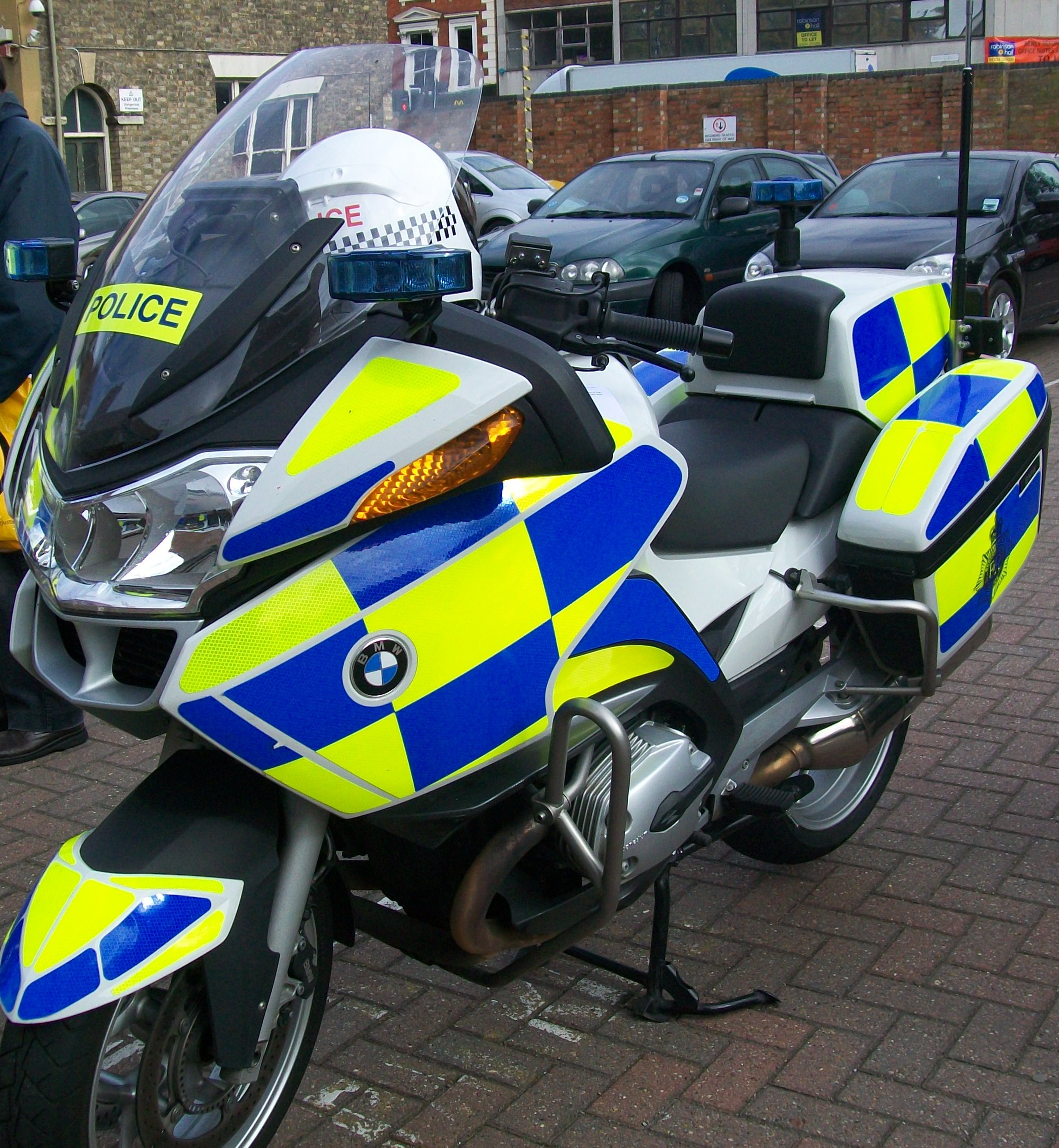
Una moto policial del Reino Unido mostrando las marcas amarillas flúor y azules.

La imagen Battenberg o patrón Battenberg es una forma de denominar a un patrón en forma de damero de colores de alta visibilidad utilizado principalmente en las libreas de los vehículos de emergencia. Toma su nombre por el parecido al pastel Battenberg.
El patrón permite una visibilidad de aproximadamente 500 metros, utilizando una alternancia entre un color claro retrorreflectivo, y un color oscuro. Por ejemplo, el patrón para vehículos policiales emplea un amarillo fluorescente con un azul. Consiste habitualmente en dos filas de rectángulos alternados, aunque algunos vehículos emplean solo una fila (medio Battenberg). Las marcas están estrictamente reguladas para evitar que se mezclen con un fondo compuesto, para lo que se recomienda evitar mezclar el patrón con otras formas de identificación.

## Historia
Fue desarrollado en la rama investigativa de la policía del Reino Unido en los años 1990, dada la gran cantidad de accidentes en los que se veían involucrados vehículos policiales debido a la baja visibilidad. Se compone de una alternancia de rectángulos o cuadrados reflectantes y absorbentes de la luz, creando rápidamente un impacto visual en quien divisa el vehículo, y permitiendo la identificación de tal como perteneciente a un servicio de emergencia y su localización en la vía pública.

## Utilización
Los diferentes servicios emplean diferentes colores en los patrones de reconocimiento, siendo algunos colores adaptados de forma diferente en diferentes países.
|  | Vehículo policial                      |
|  | Ambulancia                             |
|  | Vehículo de bomberos                   |
|  | Protección civil                       |
|  | Vehículo de conservación de carreteras |
|  | Guardia Fronteriza                     |

### Unión Europea
Dentro de los territorios de los Estados miembros de la Unión Europea, los patrones Battenberg han sido paulatinamente incorporados a algunos cuerpos y servicios de emergencia, aunque adaptándolos de muy diversas maneras a las respectivas imágenes corporativas. Algunos cuerpos solo han incluido material reflectante de alta visibilidad amarillo (la base del patrón Battenberg) pero no las formas de damero, como es el caso de la Gendarmería Nacional en Francia o de algunos servicios de emergencias médicas de España, Italia o Alemania, que se resisten a identificar sus ambulancias y otros vehículos con el amarillo y verde.

### España
En España, a partir del año 2010 aproximadamente, se han ido adaptando, a través de las gerencias regionales de salud de las comunidades autónomas, los vehículos de emergencias sanitarias en general al color amarillo flúor de base general para todos los vehículos, y el patrón Battenberg de damero amarillo y verde en algunos servicios regionales a fin de adaptarse a la normativa no vinculante de la UE que se pronuncia al respecto de la visibilidad y sus características en el transporte sanitario. Castilla y León, entre otras Comunidades, inició en 2013 la adaptación de las nuevas ambulancias y vehículos sanitarios.
La Guardia Civil, en su Agrupación de Tráfico, ha realizado un cambio de imagen corporativa con el objetivo de modernizar el diseño y de incorporar patrones y colores que faciliten la identificación visual rápida de los vehículos en las vías interurbanas que son de su competencia, con el objetivo de reducir la siniestralidad en el Cuerpo, que se ha visto involucrado en algunos accidentes mientras realizaban sus funciones en la carretera. No ha sido incorporado el patrón Battenberg amarillo y azul, sino un damero estilizado más alargado con el color corporativo (verde guardia civil) y un amarillo flúor intercalado.
Los Cuerpos de Policía Local, al tener mayor libertad,en las CCAA donde no se han unificado criterios de imagen corporativa (Castilla y León, Cataluña, Galicia y País Vasco sí lo han hecho), han realizado numerosos cambios de rotulación e imagen corporativa de sus vehículos, habiendo sido muchos de ellos adaptados al patrón Battenberg correspondiente a las fuerzas policiales, tal es como las policías locales de Sevilla, Alcorcón, Benacazón, Paradas, Algeciras, Alcobendas, Rivas-Vaciamadrid, Colmenar Viejo y Barañáin entre muchas otras. A pesar de que Castilla y León tiene una normativa de unificación de la imagen corporativa de los vehículos, el Ayuntamiento de Burgos ha flexibilizado esas condiciones, habiendo incorporado al diseño de la Junta el color amarillo flúor, generando así un damero estilizado de patrón Battenberg.
Algunos servicios de bomberos han incorporado el patrón del damero amarillo flúor y rojo a sus imágenes corporativas al estilo de los vehículos de extinción de incendios y salvamento del Reino Unido, como en los nuevos adquiridos por los Bomberos de la Comunidad de Madrid o los del Cuerpo de Bomberos de Santiago de Compostela. Mientras que la mayoría en España han optado por añadir el amarillo o amarillo flúor a sus rotulaciones pero en toda una gran gama de diseños verticales y horizontales alejados ya del propio patrón de damero, pero que también contribuyen a aumentar la visibilidad y, por tanto, la seguridad del tráfico. La excepción singular es el Consorcio de Bomberos de la Provincia Cádiz, que desde sus inicios ha portado rotulación íntegramente amarilla en todos sus vehículos, a diferencia del resto de cuerpos españoles y, en general, de Europa.

## Galería

### Servicios médicos urgentes
|                  |
| Ambulancia sueca |

|                                                 |
| Vehículo del Servicio Nacional de Salud escocés |

|                                                     |
| Ambulancia del Servicio Nacional de Salud británico |

|                                           |
| Ambulancia de la Orden de Malta irlandesa |

|                                          |
| Ambulancia de New South Wales, Australia |

### Policía
|                                          |
| Patrullas de la Policía Local de Sevilla |

|                                             |
| Vehículo patrulla de la Policía de Cheshire |

|                             |
| Patrulla policial de Sussex |

|                                       |
| Vehículo de Garda Síochána de Irlanda |

|                                                           |
| Patrulla de carretera de la Gendarmería Nacional francesa |

### Bomberos
|                                     |
| Vehículos de la London Fire Brigade |

|                                             |
| Autoescala automática de Bomberos de Madrid |

|                                                     |
| Bomba pesada del Aeropuerto de Boolgeeda, Australia |

### Otros
|                                                                    |
| Vehículo de la Agrupación de Tráfico de la Guardia Civil de España |

|                                             |
| Vehículo de los Guardacostas de Su Majestad |

|                                        |
| 4x4 de los Guardacostas de Su Majestad |

|                                                       |
| Patrulla de tráfico del Servicio de Autopistas del RU |

|                                              |
| Furgón del Servicio de Inmigración británico |